# Гунценхаузен
Гунценхаузен (њем. Gunzenhausen) град је у њемачкој савезној држави Баварска. Једно је од 27 општинских средишта округа Вајсенбург-Гунценхаузен. Према процјени из 2010. у граду је живјело 16.202 становника. Посједује регионалну шифру (AGS) 9577136.

## Географски и демографски подаци
Гунценхаузен се налази у савезној држави Баварска у округу Вајсенбург-Гунценхаузен. Град се налази на надморској висини од 416 метара. Површина општине износи 82,7 km². У самом граду је, према процјени из 2010. године, живјело 16.202 становника. Просјечна густина становништва износи 196 становника/km².

## Међународна сарадња
| Мјесто | Држава    | Врста сарадње | Од    |
| ------ | --------- | ------------- | ----- |
|        | САД       | партнерство   | 1962. |
|        | Француска | партнерство   | 1984. |
| Извор  |           |               |       |